# D. J. Carton
Desi Justice "DJ" Carton (Pineville, 5 de agosto de 2000) é um jogador norte-americano de basquete que atualmente joga pelo Toronto Raptors da National Basketball Association (NBA) e pelos Raptors 905 da G-League.
Ele jogou basquete universitário por Ohio State e pela Universidade Marquette.

## Início da vida e carreira no ensino médio
Ao crescer, a família de Carton se mudou várias vezes antes de se estabelecer em Geneseo, Illinois. Enquanto morava em Geneseo, ele frequentou a Escola Católica St. Malachy e também foi para a Escola Secundária Geneseo. Ele se destacou no beisebol e conseguia lançar a 120 km por hora no sétimo ano. Ele também jogava como running back no time de futebol americano, mas uma lesão no manguito rotador o forçou a se concentrar no basquete.
Carton se mudou para Bettendorf, Iowa, após o oitavo ano e frequentou a Bettendorf High School, onde se tornou titular no time de basquete em seu segundo ano. Em seu terceiro ano, ele foi escolhido para a Primeira-Equipe do estado com médias de 26,3 pontos, 5,7 rebotes e 3,3 assistências.
Ele marcou 49 pontos contra a Davenport West High School durante sua última temporada do ensino médio. Carton liderou sua equipe para uma temporada de 21-2 e o topo do ranking estadual antes de perderem nas oitavas de final, apesar de 27 pontos de Carton. Em sua última temporada, ele teve médias de 24,4 pontos, 7,6 rebotes e 6,0 assistências.
Carton encerrou sua carreira como o maior pontuador de todos os tempos com 1.198 pontos e estava entre os líderes de todos os tempos da escola em rebotes (372) e assistências (257). Ele foi nomeado Co-Mr. Basketball de Iowa em 2019, ao lado de Jake Hilmer.

### Recrutamento
Classificado como o 34º melhor jogador de sua classe e um recruta de quatro estrelas, Carton se comprometeu com a Ohio State em 14 de julho de 2018, rejeitando as ofertas de Indiana, Michigan, Iowa e Marquette.
| Nome | Cidade Natal                                          | Escola          | Altura             | Peso           | Data                |
| --- | ----------------------------------------------------- | --------------- | ------------------ | -------------- | ------------------- |
| D. J. Carton PG | Bettendorf, IA                                        | Bettendorf (IA) | 6 ft 1 in (1.85 m) | 180 lb (82 kg) | 14 de julho de 2018 |
| D. J. Carton PG | Recrutamento: Rivals: 247Sports: ESPN: ESPN grade: 89 |                 |                    |                |                     |
| Rankings: Rivals: 33º \| 247Sports: 32º \| ESPN: 35º |                                                       |                 |                    |                |                     |
| - Nota: Em muitos casos, Scout, Rivals, 247Sports e ESPN podem entrar em conflito em suas listas de altura e peso, nestes casos, a média foi obtida. - Fonte: |                                                       |                 |                    |                |                     |

## Carreira universitária
Em 15 de dezembro de 2019, Carton marcou sua maior pontuação da temporada com 19 pontos em uma derrota por 84-71 para Minnesota. Em 26 de janeiro de 2020, ele marcou 17 pontos e distribuiu três assistências em uma vitória sobre Northwestern. Ele decidiu tirar uma licença da equipe em 30 de janeiro, citando questões de saúde mental. Carton teve médias de 10,4 pontos e 3,0 assistências em seu primeiro ano, com 40% de aproveitamento de arremessos de 3 pontos. Após a temporada, ele optou por transferir-se de Ohio State.
Em 15 de abril de 2020, Carton se comprometeu a continuar sua carreira na Universidade Marquette. Ele teve médias de 13 pontos, 4,1 rebotes e 3,4 assistências. Após a temporada, ele anunciou que estava se inscrevendo no Draft da NBA de 2021 e contratando um agente.

## Carreira profissional

### Greensboro Swarm (2021–2022)
Após não ser selecionado no draft da NBA de 2021, Carton assinou um contrato com o Charlotte Hornets em 7 de agosto de 2021. No entanto, ele foi dispensado em 8 de outubro. Em 24 de outubro, ele assinou com o Greensboro Swarm da G-League como jogador afiliado.

### Iowa Wolves (2022–2024)
Em 2 de novembro de 2022, Carton foi nomeado para o elenco de abertura do Iowa Wolves.
Em 19 de outubro de 2023, Carton assinou com o Minnesota Timberwolves, mas foi dispensado no dia seguinte. Em 29 de outubro, ele retornou ao Iowa.

### Toronto Raptors / Raptors 905 (2024-Presente)
Em 21 de fevereiro de 2024, Carton assinou um contrato de 10 dias com o Toronto Raptors e, em 2 de março, assinou um contrato de duas vias.

## Estatísticas da carreira

### NBA

#### Temporada regular
| Ano     | Equipe  | PJ | PT | MPJ | AP   | 3P   | LL   | RT  | AS | BR | TO | PPJ |
| ------- | ------- | -- | -- | --- | ---- | ---- | ---- | --- | -- | -- | -- | --- |
| 2023–24 | Toronto | 4  | 0  | 9.0 | .375 | .250 | .800 | 1.0 | .8 | .3 | -  | 2.8 |

### Universitário
| Ano      | Equipe     | PJ | PT | MPJ  | AP   | 3P   | LL   | RT  | AS  | BR  | TO | PPJ  |
| -------- | ---------- | -- | -- | ---- | ---- | ---- | ---- | --- | --- | --- | -- | ---- |
| 2019–20  | Ohio State | 20 | 3  | 23.9 | .477 | .400 | .759 | 2.8 | 3.0 | .7  | .4 | 10.4 |
| 2020–21  | Marquette  | 27 | 24 | 31.1 | .446 | .282 | .743 | 4.1 | 3.4 | 1.1 | .4 | 13.0 |
| Carreira | Carreira   | 47 | 27 | 27.5 | .461 | .340 | .751 | 3.4 | 3.2 | .9  | .4 | 11.7 |

## Vida pessoal
A mãe de Carton, Jennifer, jogou vôlei na Universidade do Colorado. Seu pai, Desi Wilson, jogou basquete e beisebol na Universidade Fairleigh Dickinson antes de ser selecionado no Draft da Major League Baseball de 1991 pelo Texas Rangers e desfrutar de uma breve carreira com o San Francisco Giants. Seu avô materno, Gene Meeker, jogou basquete na Universidade de Iowa durante os anos 1950. Carton não vê seu pai desde os quatro anos de idade. Quando sua mãe se casou com Dale Carton, ele mudou seu nome de Desi Junior Wilson para Desi Justice Carton.